# El emperador no tiene cojones
El emperador no tiene cojones o pelotas (The Emperor Has No Balls en inglés) es una serie de cinco esculturas diseñado por el colectivo artístico Indecline que busca satirizar al Presidente Donald Trump. Estas se encuentran en Cleveland, Los Ángeles, San Francisco, Nueva York y Seattle.
Para erigir los monumentos se recurrió a cuarenta miembros del colectivo, los cuales, de acuerdo con la revista Rolling Stone: "Exactamente a las 11:00h en cada ciudad (a las 08:00h en la Costa Oeste)", dos personas vestidas como obreros de la construcción portaron un objeto voluminoso de 6,5 pies [198 centímetros] y ochenta libras [36 kilogramos] de peso cubierto por una lona azul, restregaron suciedad del suelo contra el objeto, aplicaron una solución de resina epóxica de secado rápido y se alejaron escondidos entre la multitud."

## Características
Las estatuas fueron creadas a base de arcilla y silicona. Cada una describe a Trump con una prominente obesidad abdominal, con las nalgas flácidas, piernas con varices, expresión enferma, con un pene diminuto y sin testículos; de ahí el nombre de la obra, el cual se puede leer en la base por encargo de Joshua "Ginger" Monroe, artista de Las Vegas experto en diseñar monstruos y casas embrujadas para películas de terror.

## Colocación y retirada de las estatuas
Tras la colocación de estas, se procedieron a la retirada de las mismas: la de Cleveland se encontraba en Coventry, Cleveland Heights, donde se mantuvo durante una hora. La segunda se encontraba en Union Sq., Nueva York hasta que fue retirada por la tarde por decisión del Departamento Municipal de Parques alegando que "se erigió sin los permisos necesarios". En el Distrito de Castro, San Francisco la estatua estuvo hasta el día siguiente. Anteriormente, un ciudadano aprovechó para arrancarle unos cuantos pelos. El trabajo tuvo un coste de 4.000 dólares a causa de los desperfectos ocasionados en la acera. La de Seattle, en Capitol Hill fue trasladada a un antiquario y la de Los Ángeles a una galería de arte antes de que las respectivas autoridades pudieran hacer algo.
Al mes siguiente aparecieron otras dos: una de ellas por encargo de un colectivo de arte de Nueva Jersey, la cual fue colocada en la terraza de un almacén apuntando hacia el Túnel Holland. Por otro lado, el mismo modelo erigido en Nueva York fue trasladado a Miami en Wynwood hasta que fue removido por la policía.